# Base Aérea Ocba ibne Nafa
A Base Aérea Ocba ibne Nafa ou Uqueba ibne Nafi é um aeroporto militar no oeste da Líbia. Está a 27 quilômetros a leste da fronteira com a Tunísia.